# Nicolas Froment
Nicolas Froment (soit à Uzès, soit dans le sud de la France, né vers 1430/1435 - mort vers 1486 à Avignon) est un peintre français représentant de la seconde école d'Avignon. Il fut peintre en titre du roi René.

## Biographie
Son parcours avant Avignon est peu connu, mais il semble acquis que ce peintre se soit formé dans les années 1460 dans les Flandres et en Italie. Sa formation achevée, Froment rejoint Uzès puis la ville papale d'Avignon, en 1465, où il fera alors partie de ce que l'on appelle la seconde école d'Avignon, école qui mélange les clairs obscurs italiens et la sévérité expressive flamande.

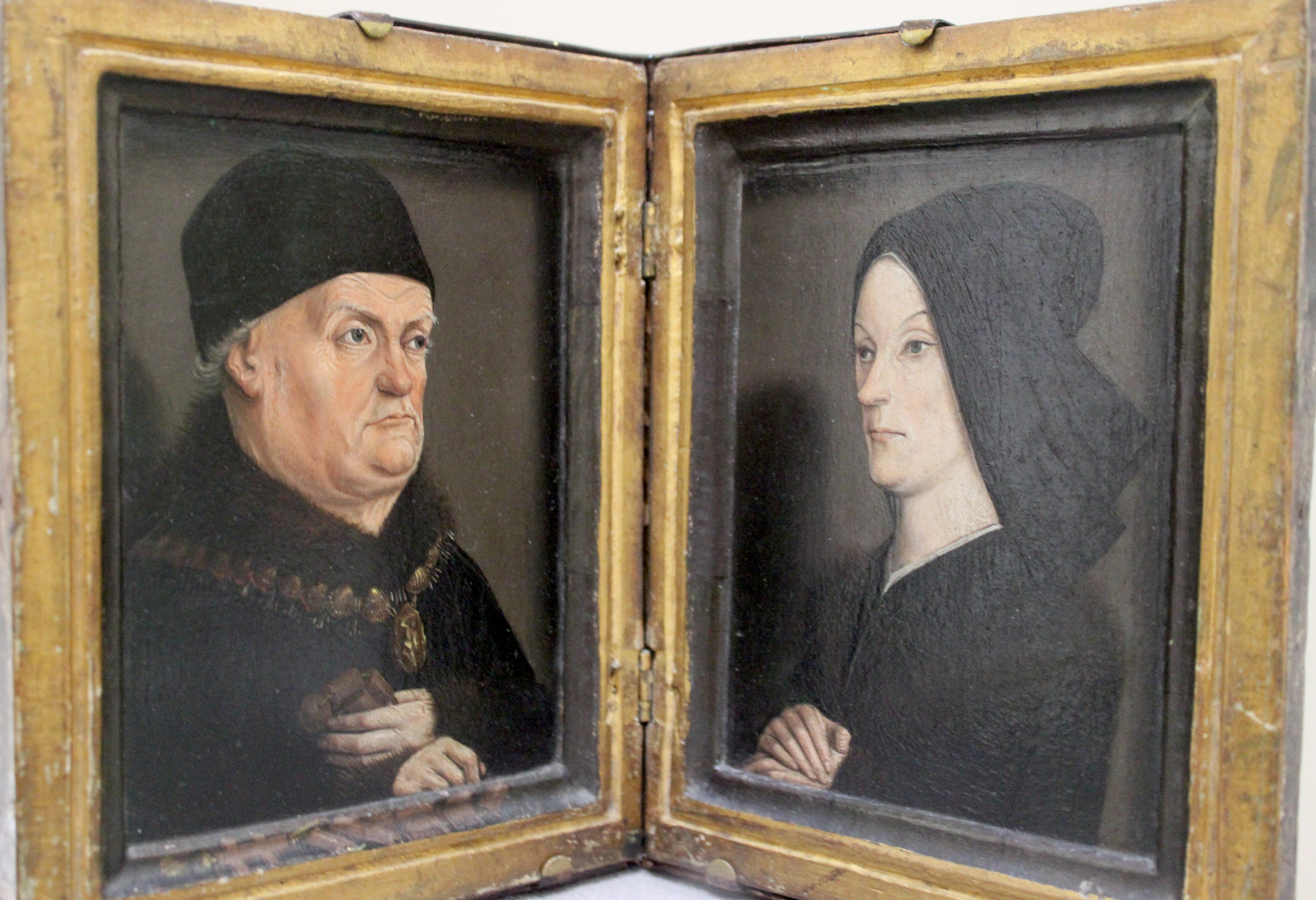
Diptyque des Matheron.

## Les œuvres
Il a peint plusieurs personnages contemporains dans ses tableaux comme René Ier de Naples et Jeanne de Laval que l'on retrouve dans les panneaux latéraux du triptyque Le Buisson ardent et dans le Diptyque Matheron.
- La Résurrection de Lazare, triptyque, (1461), Florence, galerie des Offices[2].
- le Diptyque des Matheron, (v.1475), huile sur bois, 17 × 26 cm, Paris, musée du Louvre[3].
- Le Buisson ardent, triptyque, (1475-1476), détrempe sur bois, 410 × 305 cm, Aix-en-Provence, cathédrale Saint-Sauveur.
- Légende de saint Mitre, 1470 env., huile sur bois, Aix-en-Provence, cathédrale Saint-Sauveur.

## Galerie

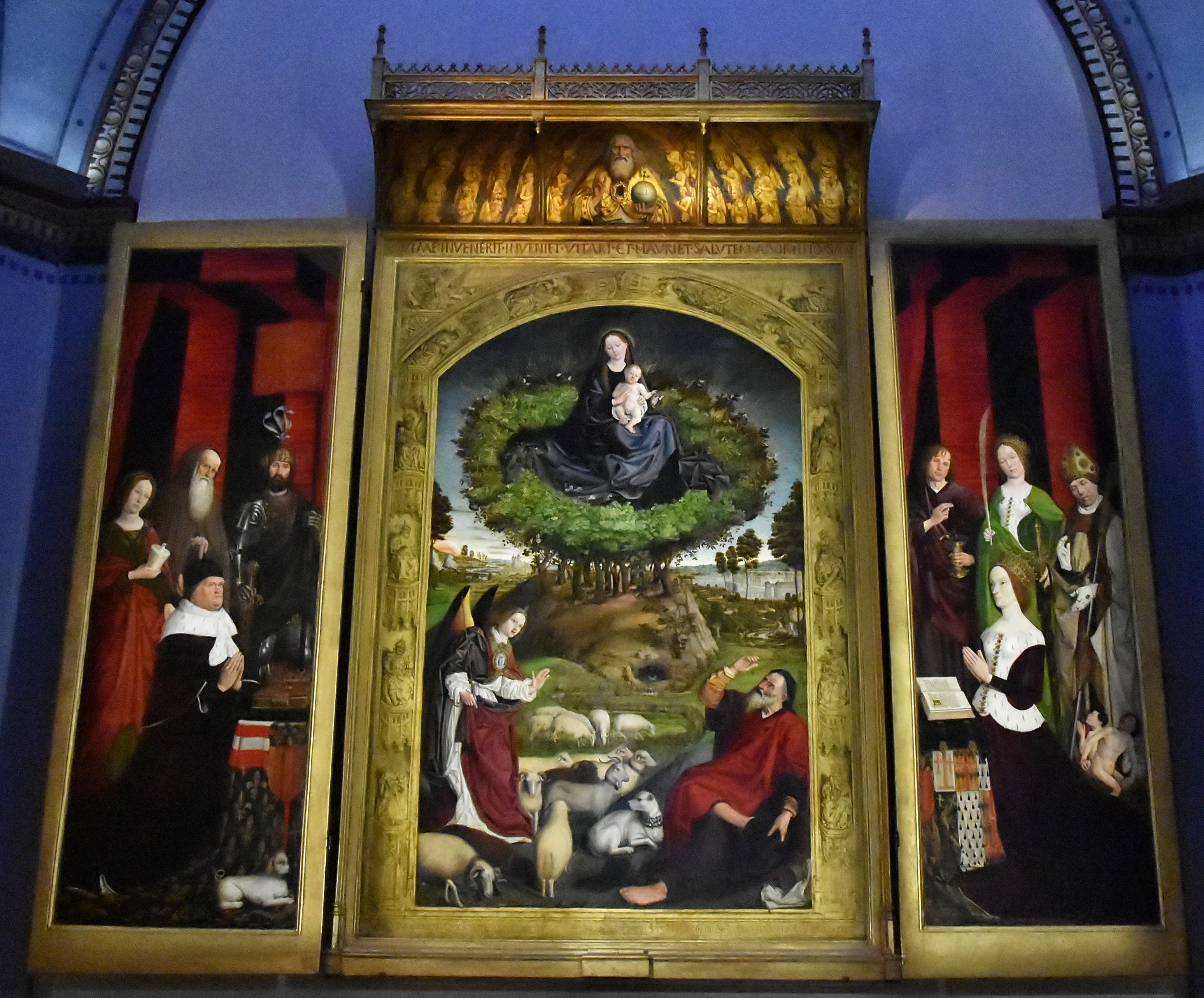
Triptyque Le Buisson ardent ouvert.
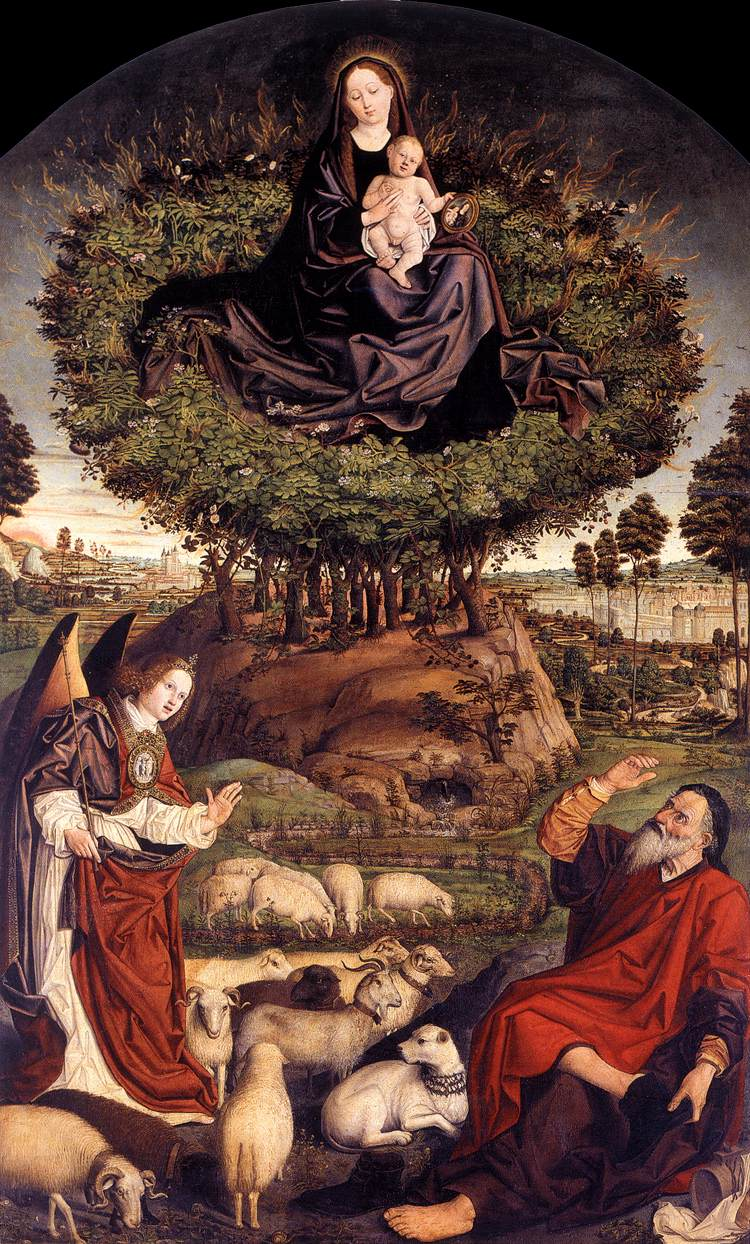
Panneau central du triptyque Le Buisson ardent
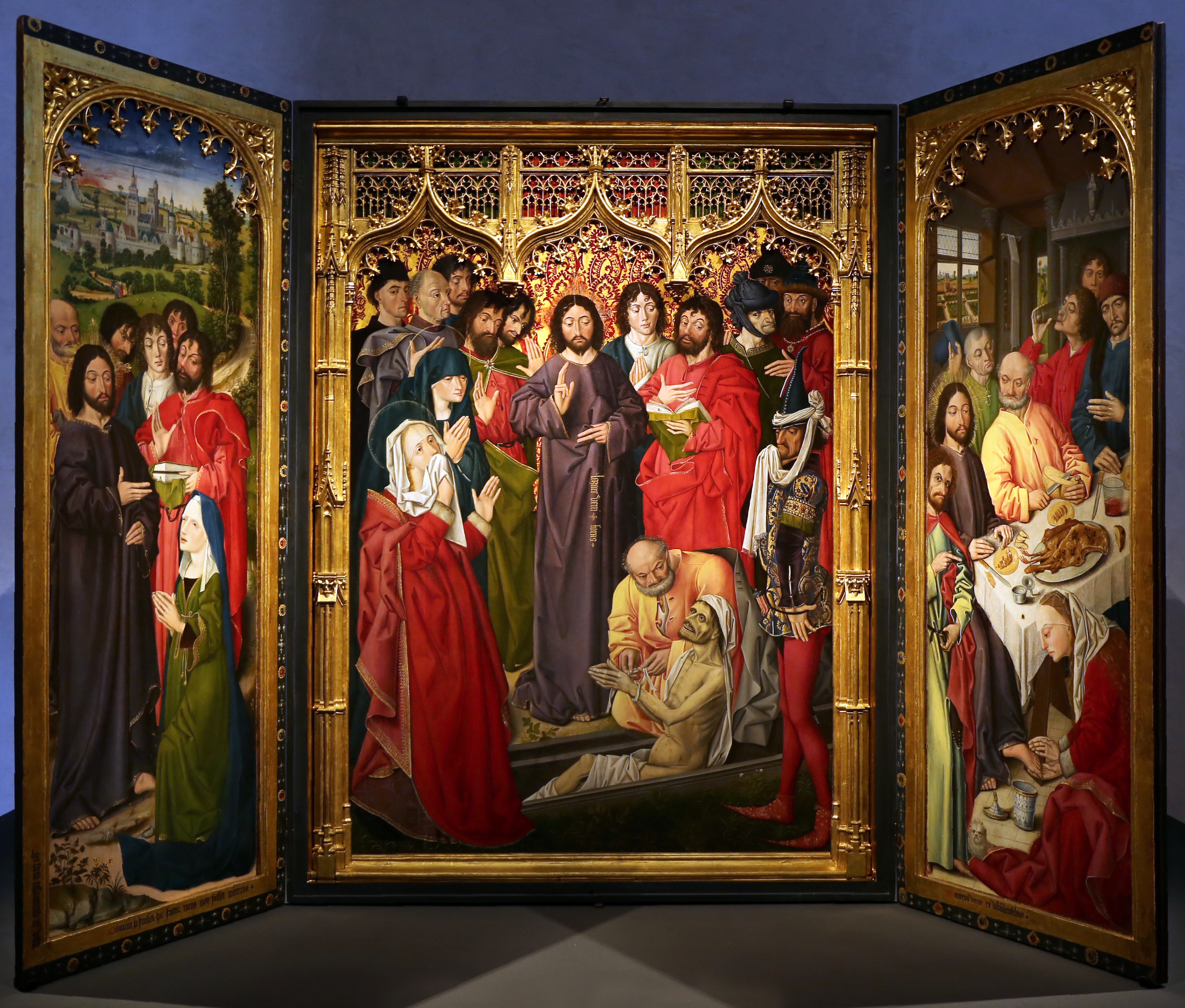
Triptyque La Résurrection de Lazare ouvert.
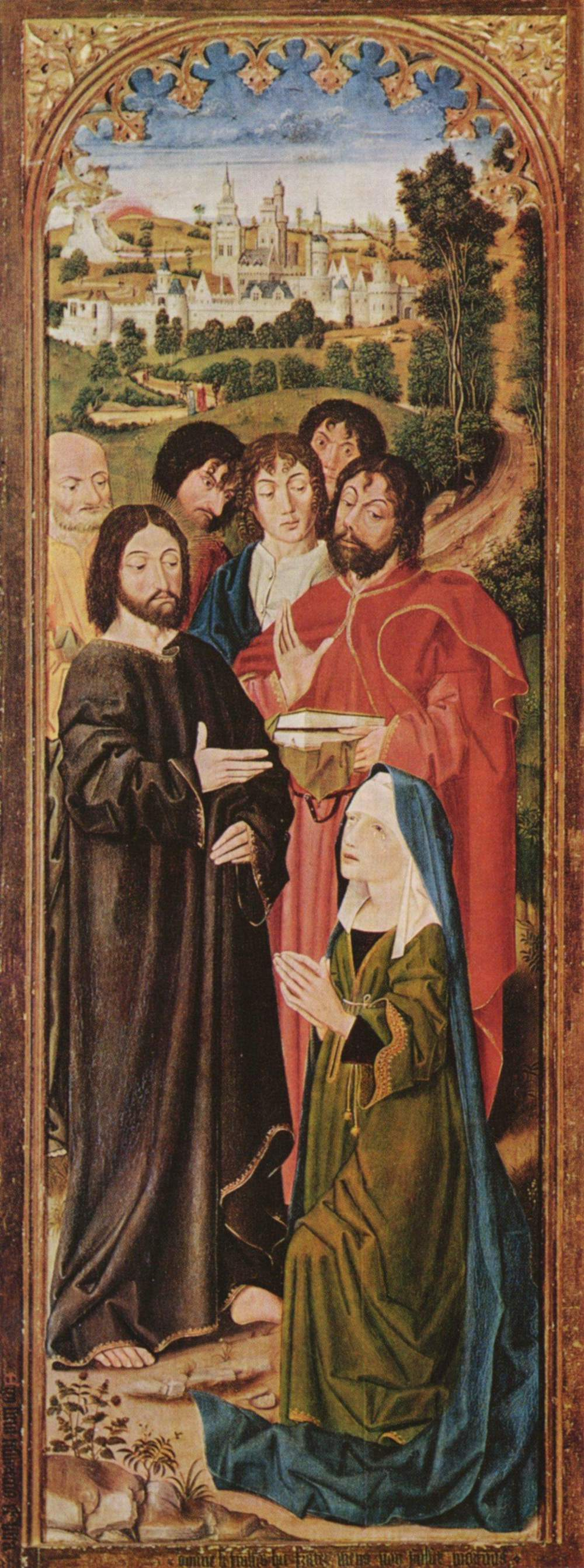
Le Christ et sainte Marthe, panneau gauche de La Résurrection de Lazare.
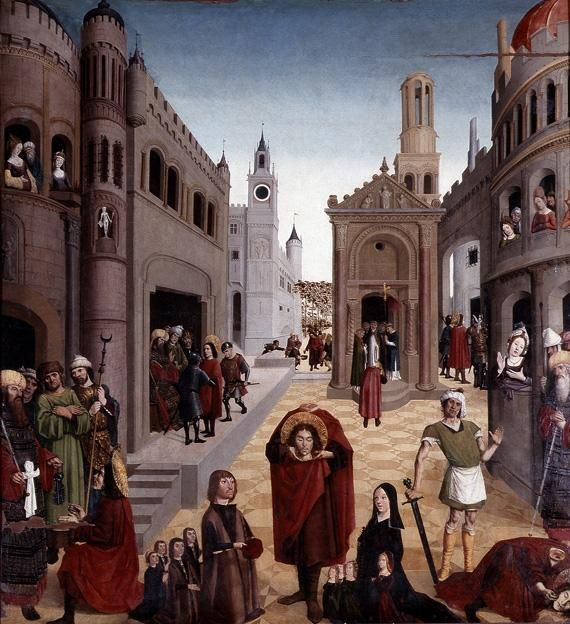
Légende de saint Mitre (v. 1470), cathédrale Saint-Sauveur d'Aix-en-Provence.

Il aurait aussi travaillé vers 1460 sur des cartons de tentures ou de tapisseries pour le compte de Guillaume de Hellande, évêque de Beauvais.